# Thomas Knorr (Verleger)
Thomas Knorr (* 9. August 1851 in München; † 13. Dezember 1911 ebenda) war ein deutscher Verleger und Kunstsammler. Er war ein Sohn von Julius Knorr.
Thomas Knorr übernahm im Jahr 1875 mit Georg Hirth die Buchdruckerei seines Vaters, die die Münchner Nachrichten druckte. Im Jahr 1894 gründete er daraus den Knorr & Hirth-Verlag. In seiner Münchener Wohnung Brienner Straße 18 trafen sich Künstler, Musiker und Literaten. Einer seiner Mitarbeiter war Otto Braun. Zum Verlagsprogramm gehörten auch Abbildungswerke, die durch ihren geringen Preis einem breiten Publikum zugänglich waren. Nach Franz Menges Angaben in seinem Beitrag über Thomas Knorr wurde die Druckerei Knorr & Hirth bald zu einer der bedeutendsten in Deutschland.
Thomas Knorr war verheiratet mit Eugenie, Tochter des Advokaten Eduard von Leistner und Helene, geborener Kirchmayer. Er hinterließ keine Nachkommen.